# Spadochroniarstwo na World Games 2009
Spadochroniarstwo na World Games 2009 odbyło się w dniach 17–20 lipca nad parkiem Metropolitan Park. Ze względu na sztorm tropikalny nad Kaohsiung, wszystkie finały zostały przełożone na 21 lipca. Tabelę medalową wygrali zawodnicy ze Stanów Zjednoczonych z dorobkiem trzech medali – dwóch złotych i jednego srebrnego. 

## Uczestnicy
| - Australia (7) - Belgia (6) - Brazylia (1) - Kanada (7) - Czechy (1) - Finlandia (1) - Francja (14) - Wielka Brytania (6) - Hiszpania (1) | - Niemcy (5) - Węgry (1) - Włochy (1) - Malezja (1) - Norwegia (10) - Polska (1) - Południowa Afryka (1) - Rosja (16) | - Słowacja (1) - Szwecja (9) - Korea Południowa (1) - Chińskie Tajpej (2) - Stany Zjednoczone (16) |

## Medaliści
| Wydarzenie                 | Złoto                                                                                          | Srebro | Brąz                                                                                          |
| Celność lądowania          | Stefan Wiesner                                                                                 | Robert Juris                                                                                               | Ljubow Jekszikiwa                                                                             |
| Formacje na czaszach (CRW) | Stany Zjednoczone · Christopher Gay · Elizabeth Godwin · Mark Gregory                          | Rosja · Siergiej Kułakow · Igor Pugaczew · Siergiej Wibe                                                   | Australia · Craig Bennett · Julia McConnel · Michael Vaughan                                  |
| Pilotowanie czaszy         | Jason Moledzki                                                                                 | Nicholas Batsch                                                                                            | Marat Leiras                                                                                  |
| Formacje RW4               | Stany Zjednoczone · Andrew Delk · Craig Girard · Mark Kirkby · Steven Novak · Eliana Rodriguez | Rosja · Michael Kuzniecow · Władimir Pawlienko · Andriej Seliwierstow · Oleg Szałamychin · Siergiej Szenin | Francja · Guillaume Bernier · Mathieu Bernier · Julien Degen · Fabrice Rieu · Jeremie Rollett |
| Freeflying                 | Francja · Cathy Bouette · Frederic Fugen · Vincent Reffet                                      | Norwegia · Havard Flaat · Mathias Holtz · Kristian Moxnes                                                  | Wielka Brytania · Michael Carpenter · Alberto Fuertes · Adam Mattacola                        |

## Tabela medalowa
| Poz.    | Państwo           |   |   |   |    |
| ------- | ----------------- | - | - | - | -- |
| 1       | Stany Zjednoczone | 2 | 1 | 0 | 3  |
| 2       | Francja           | 1 | 0 | 1 | 2  |
| 3       | Niemcy            | 1 | 0 | 0 | 1  |
| 3       | Kanada            | 1 | 0 | 0 | 1  |
| 5       | Rosja             | 0 | 2 | 1 | 3  |
| 6       | Słowacja          | 0 | 1 | 0 | 1  |
| 6       | Norwegia          | 0 | 1 | 0 | 1  |
| 8       | Brazylia          | 0 | 0 | 1 | 1  |
| 8       | Australia         | 0 | 0 | 1 | 1  |
| 8       | Wielka Brytania   | 0 | 0 | 1 | 1  |
| Łącznie | Łącznie           | 5 | 5 | 5 | 15 |